# Holtwick (Haltern am See)
Holtwick im südwestlichen Münsterland ist mit 915 Einwohnern (Stand: April 2024) der kleinste Ortsteil der Stadt Haltern am See im nordrhein-westfälischen Kreis Recklinghausen. Es besteht eine Nachbarschaft, die sich HoTaLü nennt und sich aus den Ortsteilen Holtwick, Tannenberg und Lünzum zusammensetzt, wobei der Ortsteil Tannenberg ein Bestandteil von Lippramsdorf ist.

## Geographische Lage
Holtwick liegt im Naturpark Hohe Mark-Westmünsterland, etwa 4 km (Luftlinie) westnordwestlich vom Zentrum der Halterner Kernstadt. In Richtung Nordwesten steigt die Landschaft zum Waldbeerenberg (145,9 m) an, der höchsten Erhebung der Hohen Mark, und nach Süden leitet sie zur etwa 4 km entfernten Lippe über. Mit Haltern ist das Dorf über die Kreisstraße 5 verbunden.

## Geschichte
Urkundliche Erwähnung findet Holtwick, als Holtwick juxta Holtwich juxta Halteren als eines der vielen Besitztümer des Klosters Werden um 1200 n. Christus. Viele Jahrhunderte lang war Holtwick lediglich eine Bauerschaft, welche mit der Zeit auch die Unterbauernschaften Bergbossendorf (vorher zu Bossendorf), Berghaltern, Lünzum und Hennewig umfasste.
Wegen der naturnahen Lage hatte sich im Jahre 1934 der Maler Hermann Moog in Holtwick niedergelassen und später ein Atelier und Haus gebaut.
Der Ort gehörte zur Gemeinde Kirchspiel Haltern, bis sie am 1. Januar 1975 nach Haltern eingemeindet wurde.

## Verkehr
Über das Fernstraßennetz ist Holtwick über die A 43 Wuppertal–Münster, Abfahrt 7 (Lavesum) und Abfahrt 8 (Haltern) zu erreichen.

## Persönlichkeiten
- Andreas Stegemann, * 1980, Bürgermeister der Stadt Haltern am See